# Tarka Line
| British Rail Class 220 am Anfang der Tarka Line (linker Ast) bei Cowley Bridge Junction |                      |                                                      |                                                      |
| |                      |                                                      |                                                      |
| Streckenlänge: | 62,76 km             |                                                      |                                                      |
| Spurweite: | 1435 mm (Normalspur) |                                                      |                                                      |
| |                      |                                                      |                                                      |
| \| \| \| Riviera Line von Paignton und GWML von Penzance \| \| \| \| \| Exe \| \| \| \| \| West of England Main Line von London Waterloo \| \| \| \| 0,0 \| Exeter St Davids \| Exeter St Davids \| \| \| 0,1 \| Red Cow Crossing (Station Road) \| Red Cow Crossing (Station Road) \| \| \| \| Riverside Yard \| \| \| \| 2,1 \| A377 \| A377 \| \| \| 2,2 \| GWML nach London Paddington (Cowley Bridge Junction) \| GWML nach London Paddington (Cowley Bridge Junction) \| \| \| 2,5 \| Exe \| Exe \| \| \| 7,8 \| A377 \| A377 \| \| \| 6,8 \| Newton St Cyres \| Newton St Cyres \| \| \| 10,9 \| Crediton \| Crediton \| \| \| \| \| \| \| \| 16,9 \| Yeoford \| Yeoford \| \| \| 18,5 \| Dartmoor Railway nach Okehampton (Coleford Junction) \| Dartmoor Railway nach Okehampton (Coleford Junction) \| \| \| 21,6 \| A377 \| A377 \| \| \| 21,7 \| Copplestone \| Copplestone \| \| \| 24,1 \| Morchard Road \| Morchard Road \| \| \| 28,2 \| A377 \| A377 \| \| \| 28,2 \| Lapford \| Lapford \| \| \| \| River Taw \| \| \| \| \| River Taw \| \| \| \| \| \| \| \| \| 34,2 \| Eggesford \| Eggesford \| \| \| \| River Taw \| \| \| \| \| River Taw \| \| \| \| 40,6 \| King’s Nympton \| King’s Nympton \| \| \| 40,8 \| A377 \| A377 \| \| \| 41,3 \| River Taw \| River Taw \| \| \| 45,5 \| Portsmouth Arms \| Portsmouth Arms \| \| \| \| River Taw \| \| \| \| \| River Taw \| \| \| \| \| River Taw \| \| \| \| 51,9 \| Umberleigh \| Umberleigh \| \| \| 52 \| B327 \| B327 \| \| \| \| River Taw \| \| \| \| 55,9 \| Chapelton \| Chapelton \| \| \| \| River Taw \| \| \| \| 59,5 \| A377 \| A377 \| \| \| 61,3 \| River Taw \| River Taw \| \| \| 61,7 \| Pill Bridge (A39) \| Pill Bridge (A39) \| \| \| 62,2 \| D&SR von Taunton (GW Line Junction) \| D&SR von Taunton (GW Line Junction) \| \| \| 62,8 \| Barnstaple \| Barnstaple \| \| \| 62,9 \| Ilfracombe Branch Line nach Ilfracombe \| Ilfracombe Branch Line nach Ilfracombe \| \| \| \| North Devon Railway nach Torrington \| \| |                      |                                                      |                                                      |
| Strecke |                      | Riviera Line von Paignton und GWML von Penzance      | Riviera Line von Paignton und GWML von Penzance      |
| Brücke über Wasserlauf |                      | Exe                                                  | Exe                                                  |
| Abzweig geradeaus und von rechts |                      | West of England Main Line von London Waterloo        | West of England Main Line von London Waterloo        |
| Bahnhof | 0,0                  | Exeter St Davids                                     | Exeter St Davids                                     |
| Bahnübergang | 0,1                  | Red Cow Crossing (Station Road)                      | Red Cow Crossing (Station Road)                      |
| Dienststation / Betriebs- oder Güterbahnhof |                      | Riverside Yard                                       | Riverside Yard                                       |
| Strecke mit Straßenbrücke | 2,1                  | A377                                                 | A377                                                 |
| Abzweig geradeaus und nach rechts | 2,2                  | GWML nach London Paddington (Cowley Bridge Junction) | GWML nach London Paddington (Cowley Bridge Junction) |
| Brücke über Wasserlauf | 2,5                  | Exe                                                  | Exe                                                  |
| Strecke mit Straßenbrücke | 7,8                  | A377                                                 | A377                                                 |
| Haltepunkt / Haltestelle | 6,8                  | Newton St Cyres                                      | Newton St Cyres                                      |
| Bahnhof | 10,9                 | Crediton                                             | Crediton                                             |
| Bahnübergang |                      |                                                      |                                                      |
| Haltepunkt / Haltestelle | 16,9                 | Yeoford                                              | Yeoford                                              |
| Abzweig geradeaus und nach links | 18,5                 | Dartmoor Railway nach Okehampton (Coleford Junction) | Dartmoor Railway nach Okehampton (Coleford Junction) |
| Strecke mit Straßenbrücke | 21,6                 | A377                                                 | A377                                                 |
| Haltepunkt / Haltestelle | 21,7                 | Copplestone                                          | Copplestone                                          |
| Haltepunkt / Haltestelle | 24,1                 | Morchard Road                                        | Morchard Road                                        |
| Strecke mit Straßenbrücke | 28,2                 | A377                                                 | A377                                                 |
| Haltepunkt / Haltestelle | 28,2                 | Lapford                                              | Lapford                                              |
| Brücke über Wasserlauf |                      | River Taw                                            | River Taw                                            |
| Brücke über Wasserlauf |                      | River Taw                                            | River Taw                                            |
| Bahnübergang |                      |                                                      |                                                      |
| Bahnhof | 34,2                 | Eggesford                                            | Eggesford                                            |
| Brücke über Wasserlauf |                      | River Taw                                            | River Taw                                            |
| Brücke über Wasserlauf |                      | River Taw                                            | River Taw                                            |
| Haltepunkt / Haltestelle | 40,6                 | King’s Nympton                                       | King’s Nympton                                       |
| Strecke mit Straßenbrücke | 40,8                 | A377                                                 | A377                                                 |
| Brücke über Wasserlauf | 41,3                 | River Taw                                            | River Taw                                            |
| Haltepunkt / Haltestelle | 45,5                 | Portsmouth Arms                                      | Portsmouth Arms                                      |
| Brücke über Wasserlauf |                      | River Taw                                            | River Taw                                            |
| Brücke über Wasserlauf |                      | River Taw                                            | River Taw                                            |
| Brücke über Wasserlauf |                      | River Taw                                            | River Taw                                            |
| Haltepunkt / Haltestelle | 51,9                 | Umberleigh                                           | Umberleigh                                           |
| Strecke mit Straßenbrücke | 52                   | B327                                                 | B327                                                 |
| Brücke über Wasserlauf |                      | River Taw                                            | River Taw                                            |
| Haltepunkt / Haltestelle | 55,9                 | Chapelton                                            | Chapelton                                            |
| Brücke über Wasserlauf |                      | River Taw                                            | River Taw                                            |
| Strecke mit Straßenbrücke | 59,5                 | A377                                                 | A377                                                 |
| Brücke über Wasserlauf | 61,3                 | River Taw                                            | River Taw                                            |
| Brücke | 61,7                 | Pill Bridge (A39)                                    | Pill Bridge (A39)                                    |
| Abzweig geradeaus und ehemals von rechts | 62,2                 | D&SR von Taunton (GW Line Junction)                  | D&SR von Taunton (GW Line Junction)                  |
| Kopfbahnhof Strecke ab hier außer Betrieb | 62,8                 | Barnstaple                                           | Barnstaple                                           |
| Abzweig geradeaus und nach rechts (Strecke außer Betrieb) | 62,9                 | Ilfracombe Branch Line nach Ilfracombe               | Ilfracombe Branch Line nach Ilfracombe               |
| Strecke (außer Betrieb) |                      | North Devon Railway nach Torrington                  | North Devon Railway nach Torrington                  |

Die Tarka Line (auch als North Devon Line bezeichnet)  ist eine eingleisige Eisenbahnstrecke in der Grafschaft Devon in South West England. Sie verbindet die beiden Städte Exeter und Barnstaple und ist 62,8 Kilometer lang. Bei dem Dorf Yeoford zweigt eine 25 Kilometer lange Stichstrecke nach Okehampton ab (Dartmoor Railway), die im Personenverkehr seit 1997 in den Sommermonaten und seit 2021 ganzjährig wieder bedient wird. Jenseits von Barnstaple Junction führte die Strecke früher weiter nach Bideford und Great Torrington.
Seit 1991 wird die Strecke von der Devon and Cornwall Rail Partnership, dem größten britischen Dienstleister für kommunale Personentransporte, betrieben. Das Identifikationstier der Strecke, das auch das Streckenlogo prägt, ist der Seeotter. Er wurde Henry Williamsons 1927 erschienener Novelle Tarka the Otter (Tarka, der Otter) entlehnt.
Wochentags verkehren 13 Zugpaare zwischen 07:00 und 22:00 Uhr, sonntags halb so viele.

## Geschichte
Der erste Abschnitt der Strecke wurde von der Exeter and Crediton Railway erbaut und 1851 in Betrieb genommen. Ausgeführt wurde die Strecke in der Breitspur von 2140 mm. Für die Weiterführung wurde eine neue Gesellschaft gegründet, die North Devon Railway (NDR), die 1865 von der London and South Western Railway (LSWR) übernommen wurde. Die NDR eröffnete 1854 die Verlängerung von Crediton nach Barnstaple Junction. Nach der Übernahme durch die LSWR, deren Strecken in Normalspur von 1435 mm ausgeführt waren, erhielt die Strecke eine dritte Schiene, um normalspurige Züge einsetzen zu können. Die dritte Schiene der Breitspur wurde Anfang der 1880er Jahre abgebaut.

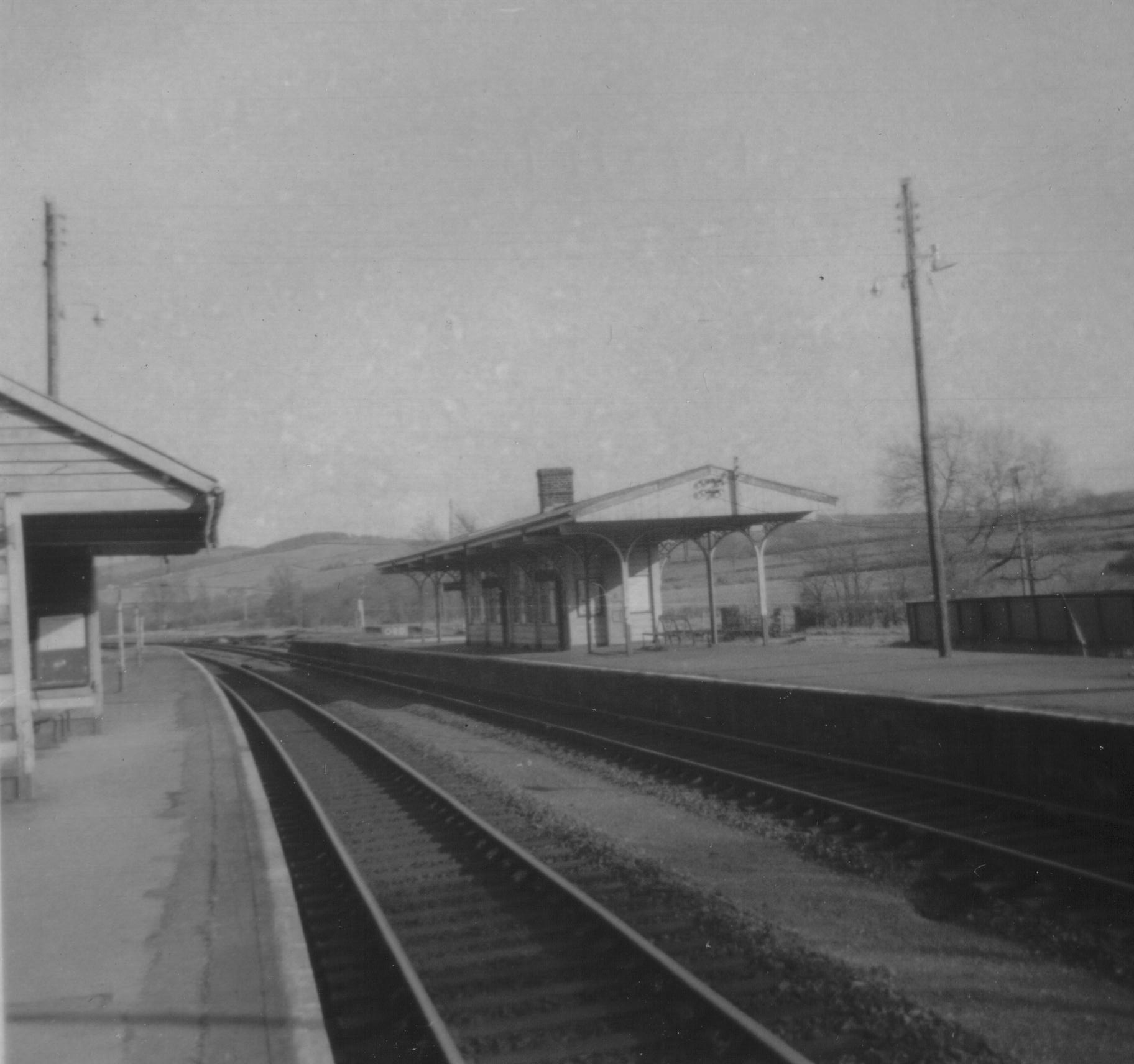
Bahnhof Yeoford im Sommer 1969, drei Jahre vor dessen Schließung

Die Bahnlinie stand ab deren Fertigstellung 1873 in unmittelbarer Konkurrenz zur Devon and Somerset Railway (D&SR), die von Taunton aus nach Barnstaple führte. In Barnstaple hatte die D&SR einen eigenen Bahnhof – Barnstaple Victoria Street – direkt an der damaligen Bebauungsgrenze der Stadt erbaut, während Barnstaple Junction auf der gegenüberliegenden Seite des River Taw lag. Nach Umspurung auf Normalspur 1881 wurde 1887 eine Verbindungsbahn zwischen den beiden Bahnhöfen hergestellt. Zu dieser Zeit hatte die LSWR bereits die NDR übernommen.
Im Jahr 1855 wurde die Strecke ab Barnstaple westlich nach Bideford verlängert. 1872 folgte eine weitere Verlängerung bis Great Torrington. 1925 schloss schließlich die North Devon and Cornwall Junction Light Railway die Lücke zwischen Great Torrington und dem Bahnhof Halwill Junction. Der Personenverkehr zwischen Barnstaple und Halwill endete 1965, der Güterverkehr zwischen Barnstaple und Great Torrington blieb bis 1982 erhalten. Die Strecke ist heute ein zentraler Abschnitt des 180 Meilen langen Tarka-Trail, der als Geh- und Radweg genutzt werden kann.
Eine Zweigstrecke ab Barnstaple führte seit 1874 nach Ilfracombe. Sie bediente in Barnstaple einen weiteren Bahnhof (Barnstaple Town bzw. Barnstaple Quay), ab 1898 mit Anschluss zur Schmalspurbahn Lynton and Barnstaple Railway, die allerdings 1935 ihren Betrieb wieder einstellte. Im Oktober 1970 verkehrten die letzten Züge auf der Ilfracombe Branch Line.
Die LSWR hatte von London aus kommend 1860 Exeter erreicht und baute 1871 von Coleford Junction aus weiter bis Okehampton und 1876 bis Plymouth. 1972 wurde die Strecke nach Okehampton, ursprünglich die wichtigere der beiden Strecken, im Zuge der Beeching-Axt als eine der letzten Strecken stillgelegt, nachdem bereits 1968 der Abschnitt zwischen Okehampton und Plymouth eingestellt worden war. Der Abschnitt bis Okehampton blieb jedoch für den Güterverkehr erhalten. Seit 2021 verkehren wieder reguläre Personenzüge zwischen Exeter und Okehampton.

## Betriebsführung
Die Betriebsführung liegt seit 1991 in den Händen der First Great Western. Die Beförderungszahlen haben sich seitdem positiv verändert, wie der nachfolgenden Tabelle zu entnehmen ist. Angegeben sind jeweils an- und abreisende Fahrgäste für den Jahreszeitraum April–März:
|                 | 2002-03 | 2004-05 | 2005-06 | 2006-07 | 2007-08 |
| --------------- | ------- | ------- | ------- | ------- | ------- |
| Newton St Cyres | 1.147   | 702     | 780     | 889     | 1.662   |
| Crediton        | 21.607  | 22.478  | 22.550  | 24.021  | 27.422  |
| Yeoford         | 7.993   | 6.883   | 6.848   | 7.701   | 7.445   |
| Copplestone     | 1.231   | 356     | 1.090   | 2.283   | 4.563   |
| Morchard Road   | 4.676   | 3.442   | 2.712   | 2.341   | 2.904   |
| Lapford         | 4.912   | 2.104   | 1.658   | 2.208   | 1.967   |
| Eggesford       | 11.430  | 14.152  | 16.009  | 18.184  | 18.658  |
| Kings Nympton   | 4.013   | 2.400   | 1.781   | 1.009   | 1.033   |
| Portsmouth Arms | 614     | 372     | 510     | 667     | 1.012   |
| Umberleigh      | 7.951   | 8.301   | 10.408  | 12.564  | 13.811  |
| Chapelton       | 734     | 472     | 161     | 120     | 208     |
| Barnstaple      | 176.682 | 194.474 | 210.846 | 238.082 | 261.174 |

Auf der 1997 wiedereröffneten Strecke nach Okehampton fuhren im ersten Jahr nach Wiedereröffnung knapp 233.000 Fahrgäste, im fünften Betriebsjahr bereits 342.000 Fahrgäste, was eine Steigerung von 47 Prozent darstellt.
Auf der Strecke kommen British-Rail-Diesel-Triebwagen der Klassen 142, 143, 150 und 153 zum Einsatz.